# Małopolska Chorągiew Harcerek ZHR
Małopolska Chorągiew Harcerek ZHR – jednostka terytorialna Organizacji Harcerek ZHR. Zrzesza hufce działające na terenie Krakowa i województwa małopolskiego. Od 16 listopada 2021 komendantką Małopolskiej Chorągwi Harcerek jest hm. Magdalena Periy HR.

## Hufce
- Hufiec Zuchowy Kraków-Śródmieście „Impresja”
- Hufiec Zuchowy Kraków-Krowodrza „Tajemniczy Ogród”
- Hufiec Zuchowy Kraków-Podgórze
- Hufiec Harcerek Kraków-Śródmieście II „Orle Gniazdo”
- Hufiec Harcerek Kraków-Śródmieście III „Flanka”
- Hufiec Harcerek Kraków-Krowodrza „Rzeka”
- Hufiec Harcerek Kraków-Podgórze
- Tatrzański Hufiec Harcerek „Wywierzysko”
- Niepołomicki Hufiec Harcerek i Zuchów „Świt”
- Krakowski Związek Drużyn Wędrowniczek